# Lirata luteogaster
Lirata luteogaster är en stekelart som beskrevs av Peter Cameron 1884.
Lirata luteogaster ingår i släktet Lirata och familjen Eucharitidae. Inga underarter finns listade i Catalogue of Life.

## Bildgalleri

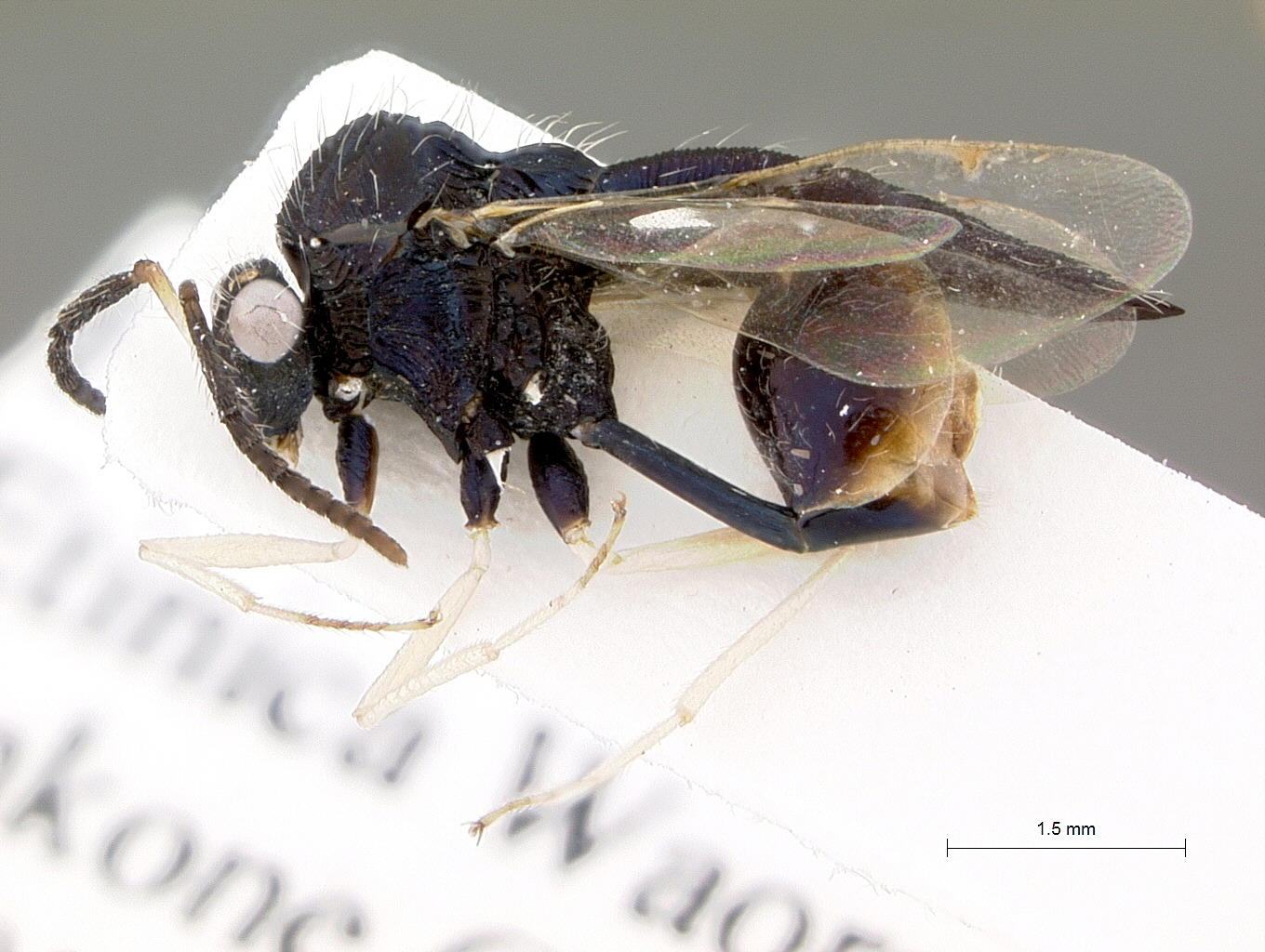